# Репрезентација Белгије у хокеју на леду
Хокејашка репрезентација Белгије представља Краљевину Белгију у хокеју на леду на међународним такмичењима. Налази се под окриљем Савеза хокеја на леду Белгије који је пуноправни члан Међународне хокејашке федерације ИИХФ од 8. децембра 1908. године. Белгија је један од оснивача ИИХФ.
Тренутно се такмичи у другој дивизији светског првенства и налази се на 36. месту ранг листе ИИХФ.